# 松殿兼嗣
松殿 兼嗣（まつどの かねつぐ）は、鎌倉時代中期の公卿。大納言・松殿忠房の次男。官位は正二位・参議。

## 出自
藤原北家松殿流嫡流。松殿家の初代は祖父の松殿基房だが、治承・寿永の乱の最中に基房と叔父の師家が失脚した後生まれた父・松殿忠房の直系子孫がその後続く事となる。兼嗣は忠房の子であり、松殿良嗣は兄、松殿冬房は甥にあたる。松殿通輔は子、松殿忠嗣は孫。

## 経歴
父・忠房は24歳で権大納言、33歳で大納言となった。この時点で三条家や久我家等清華家当主達と比べ昇進速度は遜色なかった。九条道家・一条実経父子の失脚時には摂関の候補者にもなったが就任は叶わず。大納言に22年間留まったまま宝治元年(1247年）、兼嗣が9歳の時に出家する。
建長4年（1252年）に従五位・侍従、翌建長5年に（1253年）に正五位・左近衛少将、建長6年（1254年）に従四位下・甲斐介、建長7年（1255年）に左近衛中将、建長8年（1256年）に従四位上、正嘉2年（1258年）に正四位下。弘長元年（1261年）には従三位に昇り公卿に列せられる。
その後、翌弘長2年（1262年）に丹波権守、弘長3年（1263年）正三位を経て文永6年（1269年）に参議に昇進する。この後も官位は弘安6年（1283年）に従二位、弘安9年（1286年）に正二位に昇るが官職は20年強参議を超える事がないまま、皇統が大覚寺統から持明院統に移った直後の正応3年（1290年）正月に出家する。

## 系譜
- 父：松殿忠房（1193-1273）
- 母：藤原重隆の娘
- 妻：不詳
  - 男子：松殿通輔（本名兼輔） - 正二位・参議
  - 女子：正親町実明室